# Осада Дамаска (1148)
Осада Дамаска — осада, предпринятая крестоносцами во время Второго крестового похода, длившаяся четыре дня 24—29 июля 1148 года и закончившаяся поражением крестоносцев.

## Причина осады
Первоначально предполагалось отвоевать Эдессу, но явной причиной было приращение землями к Иерусалимскому королевству.
Дамаск был одним из главных городов мусульманского мира и самым значительным на юге Сирии, завоевание этого города могло стать для крестоносцев триумфом, сопоставимым со взятием Акры или даже Иерусалима.

## Осада
Собравшись в Акре, Людовик VII, Балдуин III Иерусалимский и Конрад III решили осадить Дамаск. В Галилее войска крестоносцев соединились и продолжили поход по верховьям Иордана. Кроме того, чуть позже к ним присоединились рыцари Храма и иоанниты. В начале июля армия перешла Ливанский хребет и разбила лагерь возле местечка Дари недалеко от Дамаска. 24 июля 1148 года началась осада Дамаска. В этот день крестоносцы захватили Гуту, в которой росли фруктовые сады Дамаска, обрекая его жителей на голод.
В первые дни осада шла успешно, крестоносцы подошли к стенам города. Император Конрад разбил мусульман и расположился на правом берегу Барады. Во время первых дней осады Конрад прославился тем, что единолично сразился с мусульманином исполинского роста и убил его.
Однако при неизбежном падении Дамаска случились распри между предводителями похода. Произошёл спор: чьё знамя будет развеваться над захваченным городом. Кроме того, осада не оказалась полной. В это время в Дамаск пришло подкрепление из двадцати тысяч курдов и туркменов. Помимо этого, приближались войска султанов Алеппо и Мосула. В результате осада была снята крестоносцами.

## Итоги
Поражение было до невозможности унизительным. Люди преодолели тысячи миль, пережили болезни, голод, нищету, кораблекрушения, неприятельские засады – все ради того, чтобы пройти по следам первых крестоносцев и одержать величественные победы во имя Господа. Но в конечном итоге Второй крестовый поход на Восток вылился в четырёхдневное блуждание по фруктовым садам, несколько стычек с неприятелем и беспомощное отступление. «Наши люди, – сухо констатировал Гийом Тирский, – вернулись без славы».
Конрад покинул Святую землю в сентябре 1148-го. Людовик оставался там ещё семь месяцев, встретил в Иерусалиме Пасху и в конце апреля тоже отправился домой, во Францию.